# Шура (Юр'янський район)
Шура́ (рос. Шура) — присілок у складі Юр'янського району Кіровської області, Росія. Входить до складу Підгорцівського сільського поселення.
Населення становить 12 осіб (2010, 6 у 2002).
Національний склад станом на 2002 рік — росіяни 100 %.